# Patna (geslacht)
Patna is een geslacht van vlinders van de familie snuitmotten (Pyralidae), uit de onderfamilie Phycitinae.

## Soorten
- P. eboricostella Ragonot, 1888
- P. inconspicua (Strand, 1913)
- P. miserabilis Strand, 1918
- P. rhizolineata Bradley, 1980